# Osvaldo Loudet (hijo)
Osvaldo Loudet fue un destacado médico y escritor argentino del siglo XX, especializado en psiquiatría, criminología y medicina legal.

## Biografía
Osvaldo Loudet nació en la ciudad de Buenos Aires el 13 de abril de 1889, hijo de Osvaldo Loudet (1862-1894), médico argentino, y de María Antonieta Tornú. Era sobrino de otro médico, Emilio Loudet (1872-1923) y nieto del precursor de la fotografía en el país Bartolomé Loudet.
En 1907 ingresó a la Facultad de Medicina de la Universidad de Buenos Aires.
Durante sus estudios presidió el Centro de Estudiantes de Medicina, impulsando la creación de las carreras de Medicina Legal y Medicina Psiquiátrica, y el doctorado en Ciencias Bioquímicas.
Tras doctorarse en 1916 con una tesis sobre La pasión en el delito ingresó al Hospital de Alienados como practicante, y más tarde, se desempeñó en las Cátedras de Psiquiatría y Medicina Legal de la Facultad de Medicina.
Durante la Reforma Universitaria de 1918 fue uno de los fundadores y el primer presidente de la Federación Universitaria Argentina. Durante los períodos 1918-1921, 1925-1929 y 1945-1946 fue Consejero de la Facultad de Ciencias Médicas.
En 1919, en el primero de esos períodos, afirmó que «el Doctor Houssay está muy bien en la Escuela de Veterinaria y el Doctor Soler debe estar en la Cátedra de la Escuela de Medicina». El tiempo y los hechos cambiarían su opinión al punto que sería uno de los oradores en el sepelio de Bernardo A. Houssay.
Entre 1921 y 1922 trabajó como médico agregado del Hospicio de las Mercedes. En 1925 pasó con similar función al Hospital Nacional de Alienadas. También fue médico en el Hospital Melchor Romero de ciudad de La Plata. 
En 1927 obtuvo un profesorado con una tesis titulada Las reacciones antisociales de los débiles mentales.
En 1927 fue designado Director del Instituto de Criminología de la Penitenciaría Nacional de Buenos Aires, creado en 1907 por José Ingenieros, en reemplazo de Helvio Fernández. Durante el ejercicio de ese cargo, que se extendió hasta 1934, fundó el anexo psiquiátrico de dicha penitenciaría y diseño un protocolo de Historia Clínica Criminológica basado en el estudio de la personalidad del delincuente que sería utilizado por establecimientos penales e institutos de investigación de América Latina, entre ellos los de Ecuador, Bolivia, Colombia, Chile y Uruguay. 
En 1931 fue designado Profesor Titular de la Facultad de Ciencias Médicas de Buenos Aires y Director Técnico del Instituto Psiquiátrico, cargo que mantendría hasta 1938
Enseñó al igual que su padre en el Colegio Nacional de Buenos Aires. El poeta Roberto Paine, alumno del colegio entre 1929 y 1935 lo recuerda como «el inconmensurable profesor Osvaldo Loudet, el doctor Loudet, médico distinguido que me valoraba más como anteproyecto de poeta que por mis conocimientos de anatomía».
En 1936 fue el primer titular de la nueva cátedra de Psiquiatría en la Universidad de La Plata. 
En 1937 fue profesor Extraordinario de Clínica Psiquiátrica en la Facultad de Ciencias Médicas de la Universidad de Buenos Aires.
Creó la Sociedad Argentina de Criminología y organizó y presidió el Primer Congreso Latinoamericano de Criminología, «punto culmine de la criminología argentina», cuya apertura tuvo lugar en Buenos Aires el 25 de julio de 1938 con la presencia del Ministro de Justicia Jorge Eduardo Coll y la concurrencia de más de seiscientos profesionales latinoamericanos (médicos, abogados, antropólogos, sociólogos) fuertemente influenciados por el positivismo criminológico, «cuya concepción fundamental consiste en considerar el acto antisocial como síntoma de una anormalidad biológica del autor, convirtiéndose el autor del delito en objeto de estudio de la ciencia médica, la psiquiatría y la criminología, disciplinas afines monopolizadas por el discurso médico positivista».
Entre los años 1942 y 1943 fue vicedecano y entre 1943 y 1944 Decano interino de la Facultad de Medicina de la Universidad de Buenos Aires.
En 1945 fue designado Profesor titular de la cátedra de Criminología de la Facultad de Ciencias Médicas de la Universidad de Buenos Aires. 
Obtuvo luego la cátedra de Psicología Experimental creada por Ingenieros en la Facultad de Filosofía y Letras (Universidad de Buenos Aires).
Fue también profesor titular de Criminología en la Escuela Superior de Policía de Buenos Aires. 
Editó por más de 25 años la Revista de Psiquiatría, Criminología y Medicina Legal. 
En 1950 Loudet dejó la docencia universitaria aunque continuó dictando conferencias de su especialidad. El 28 de diciembre de 1955 fue designado para ocupar el sitial Nº16 de la Academia Nacional de Medicina (Argentina), sitial que llevaría a su muerte su nombre, incorporándose a la institución el 26 de abril del siguiente año. 
Más tarde, también integró las Academias de Farmacia y Bioquímica, de Letras, de Ciencias Morales y Políticas y la Academia Nacional de Ciencias de Buenos Aires.
En la década de 1970 dirigió el Instituto Popular de Conferencias, exponiendo en numerosas oportunidades sobre filosofía, medicina y humanismo.
Fue autor de numerosas obras, entre ellas 25 libros acerca de temas diversos de la ciencia y la cultura. Algunos de ellos fueron A la luz de la psiquiatría patológica, Más allá de la clínica, Médicos argentinos, Recuerdo de la infancia y juventud, Historia de la psiquiatría en la Argentina, Médico legista y psiquiatra, Las reacciones antisociales de los débiles mentales, El Padre Castañeda a la luz de la Psicología Patológica, Pedagogía Universitaria, Qué es la locura?, Historia del Instituto Libre de Segunda Enseñanza, Ensayos de crítica e historia, Los médicos en los ejércitos de la libertad e Itinerario.
Presidió la Sociedad de Medicina Legal y Toxicológica de Buenos Aires y la Sociedad de Psicología de Buenos Aires, fue fundador de la Sociedad Argentina de Criminología y de la Sociedad de Psiquiatría y Medicina Legal de La Plata, miembro honorario de la Sociedad de Psiquiatría de Córdoba (1980) y Asesor Honorario de la Secretaría de Cultura de la Nación.
Obtuvo el Premio Alcorta (1976), el Premio Rioplatense del Rotary Club (1977), el Premio de Honor de la Academia Internacional de Lutetia (Académie Internationale de Lutèce, París, 1977), el Premio Konex de Platino y Diploma al Mérito en la categoría Ciencia y Tecnología, Especialidades Médicas (1983).
Falleció en la ciudad de Buenos Aires en 1983.